# Струзька сільська рада (Столинський район)
Струзька сільська́ ра́да (біл. Стружскі сельсавет) — адміністративно-територіальна одиниця у складі Столинського району Берестейської області Білорусі. Адміністративний центр — село Струга.

## Склад
Населені пункти, що підпорядковувалися сільській раді станом на 2009 рік:
| Населений пункт   | Тип   | Населення, осіб (2009) |
| ----------------- | ----- | ---------------------- |
| Великі Викоровичі | село  | 714                    |
| Кошара            | село  | 25                     |
| Луке              | хутір | 1                      |
| Малі Викоровичі   | село  | 371                    |
| Новий Бор         | хутір | 5                      |
| Ольмани           | село  | 1041                   |
| Остров            | село  | 8                      |
| Струга            | село  | 979                    |
| Узляжжя           | село  | 130                    |
| Устимле           | село  | 3                      |
| Ямне              | село  | 180                    |

## Населення
За переписом населення Білорусі 2009 року чисельність населення сільської ради становила 3457 осіб.

### Національність
Розподіл населення за рідною національністю за даними перепису 2009 року:
| Національність            | Осіб | Відсоток |
| ------------------------- | ---- | -------- |
| білоруси                  | 3369 | 97,45 %  |
| українці                  | 49   | 1,42 %   |
| росіяни                   | 33   | 0,95 %   |
| національність не вказана | 4    | 0,12 %   |
| цигани                    | 1    | 0,03 %   |
| гагаузи                   | 1    | 0,03 %   |
| Разом                     | 3457 | 100 %    |